# 德國號裝甲艦
德國號裝甲艦或稱德意志號裝甲艦（德語：Deutschland，之後改稱「呂佐號」Lützow）是納粹德國的一艘德国級裝甲艦。該艦是德國第一艘的裝甲艦，後來納粹德國海軍於1940年2月將其重新分類為重巡洋艦，英國最初將含本艦的同級三艘船稱為「袖珍戰艦」，事實上它們在火力方面也勝過當時其他海軍所有的巡洋艦。

## 概述
德國號裝甲艦的設計與特點是源於凡爾賽條約的嚴格限制，當中規定德國禁止建造排水量超過10,000噸的軍艦，為了彌補在噸位上的劣勢，德國使用大量的焊接技術和柴油引擎來減輕重量，盡可能在限制的噸位中增加其實力。然而最後德國號仍有超過限制2000噸，出於政治上的考量而對外宣稱德國號排水量僅有10,000噸。另外還有與德國號極為相似的2艘姊妹艦—施佩伯爵將軍號和舍爾將軍號被建造，由於德國號為本級的起頭艦，在設計上較為陳舊，特別是缺乏較高的指揮塔、艦橋和施佩伯爵將軍號與舍爾將軍號的桅杆（其桅杆的設計使得這兩艘船類似於近代戰艦）

## 歷史

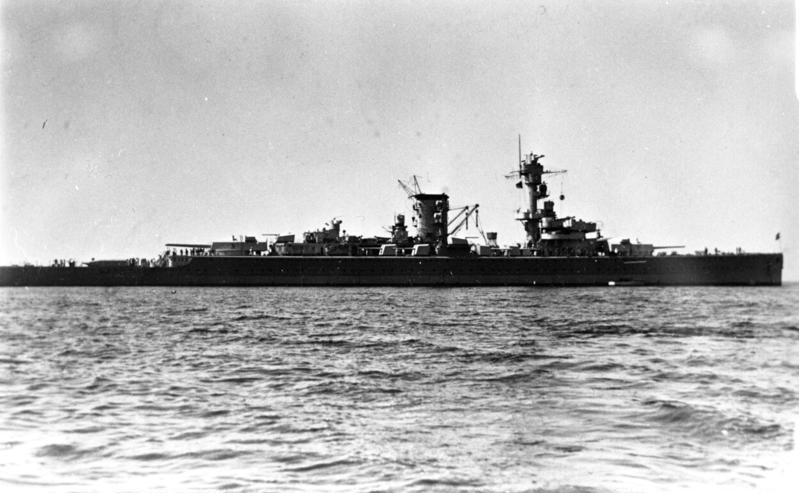
1933年的德國號

德國號的龍骨於1929年2月在基爾的德意志造船廠鋪設，並於1931年5月，在興登堡總統的出席的典禮中下水，同年後半完成了裝修，於1932年5月進行了處女航。在西班牙內戰期間，德國號被派遣到西班牙沿海支援佛朗哥的西班牙國民軍1936年至1939年間共7個的作戰行動，其中在1937年5月29日，德國號被共和軍的轟炸機所擊傷，共造成31人死亡、101人受傷。為了報復共和軍此行動，德國號姊妹艦舍爾將軍號砲轟了阿尔梅里亚，共造成19人身亡、35棟建築物被摧毀。陣亡的德國水手原本被帶到直布羅陀並埋於該地，但之後在希特勒的命令下將那些屍體又再挖了出來，連同德國號回到德國經由希特勒主辦大型軍事葬禮。。
二戰爆發後，希特勒由於擔憂這艘以國家命名的軍艦若遭受損失會對戰爭宣傳和民心士氣造成不良影響，而將其艦名改為呂佐號（Lützow），而它的姊妹艦施佩伯爵將軍號則在戰初1939年12月的拉普拉塔河口海战後就被德國水手自行鑿沉。1940年2月，它與姊妹船舍爾將軍號被重新歸類為重巡洋艦，並在同年4月9日參加了入侵挪威的威瑟演習作戰，而其中的領頭艦布呂歇爾號重巡洋艦被挪威奧斯卡博格要塞（Oscarsborg Fortress）的岸防士兵用魚雷擊沉。雖然呂佐號已成功逃脫，但該要塞的攻擊仍造成了一定的傷害，它被要塞科帕斯砲台（Kopaas battery）的150毫米岸砲擊中了3次，還被摧毀了艦尾的280毫米火砲砲塔。其後德國艦隊趕緊撤出該要塞的射程，德國號使用它剩餘的前行砲塔沿著峽灣對11公里內的要塞兵進行砲轟。不久後德國空軍也對該要塞進行了轟炸，但因為大部分的挪威要塞兵都轉往了地下要塞而成效不大。

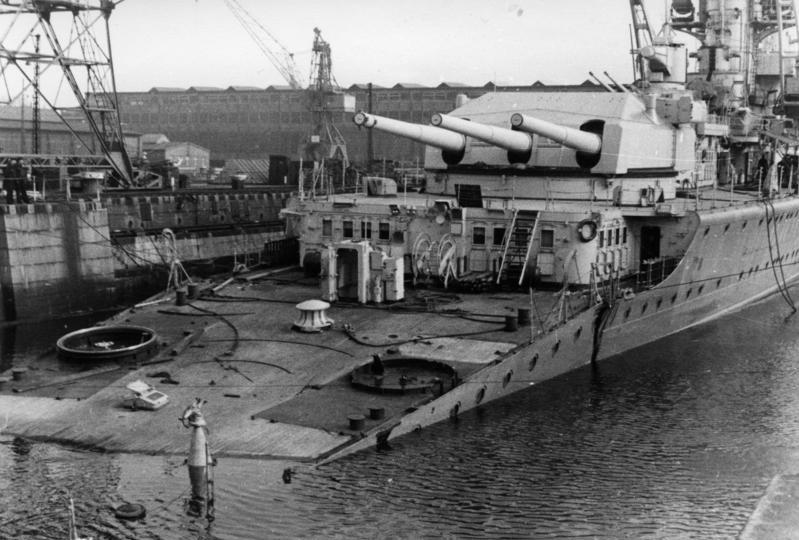
從挪威回來，正在基爾港整修的呂佐號。

呂佐號後來被命令撤回德國進行維修與改裝，以準備進入大西洋進行破交戰。然而它在4月11日於丹麥北部的斯卡格拉克海峡被英國皇家海軍的潛艇旗魚號（Spearfish）的魚雷所攻擊，這次的攻擊幾乎摧壞了呂佐號的船尾，導致它直到1941年春季都還無法修復，同年6月，呂佐號被英國皇家空軍第42中隊的英俊戰士轟炸機（Bristol Beaufighter）的魚雷所重創。後來呂佐號又被拖回基爾維修，直到1942年又參加了德國水面艦隊的轉捩點戰役—巴伦支海海战。呂佐號之後一直執行小型、次要的作戰任務，之後在1944年9月德國陸軍從東線大撤退時，呂佐號在波羅的海提供了火力支援，並繼續擔任此任務直到1945年。1945年4月，呂佐號被皇家空軍投下的6噸巨型炸彈—高腳櫃炸彈嚴重損毀，被拖到希維諾烏伊希切進行維修，繼續以火力支援幫助陸軍撤退，直到5月4日德軍將其鑿沉。
戰後，蘇聯於1946年春天將她打撈了上來，並使用呂佐號的名字（俄文：Лютцов）作為重巡洋艦服役編入後備艦隊，原先蘇聯希望將其修復作為己用，不過在經過詳細檢視後得到無法修復的結論，最後被當作陸砲射擊練習的靶船，於1947年7月22日沉於波羅的海。

## 歷任艦長

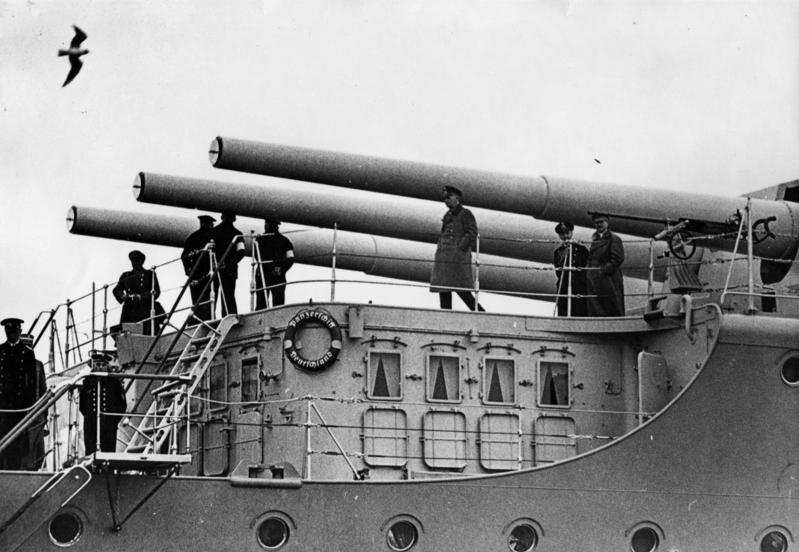
1934年的德國號與希特勒

- 海軍上校：赫爾曼·馮·费舍尔（Hermann von Fischel） - 1933年4月1日 - 1935年9月30日
- 海軍上校：保羅·凡格爾（Paul Fanger） - 1935年9月30日 - 1937年9月2日
- 海軍上校 / 少將（1939年10月1日晉升）：保羅·溫内克（Paul Wenneker） - 1937年9月2日 - 1939年11月16日
- 海軍上校：奥古斯特·提勒（August Thiele） -1939年11月16日 – 1940年4月18日
- 海軍中校：弗里茲·克劳斯（Fritz Krauss） – 1940年4月18日 - 1940年6月23日（代理）
- 海軍少校：海勒（Heller） – 1940年6月23日 - 1940年8月8日（代理）
- 海軍上校：里歐·克莱施（Leo Kreisch） – 1941年3月31日 - 1941年7月3日
- 海軍上校：魯道夫·史坦格（Rudolf Stange） – 1941年7月3日 - 1941年9月7日
- 海軍上校：里歐·克莱施 – 1941年9月7日 - 1942年1月17日
- 海軍上校 / 少將（1943年10月1日晉升）：魯道夫·史坦格 – 1942年1月17日 - 1943年11月10日
- 海軍中校：比斯特費尔德（Biesterfeld） –1943年11月10日 - 1944年1月
- 海軍上校：玻多-海因里希·科諾克（Bodo-Heinrich Knoke） – 1944年1月 - 1945年4月22日
- 海軍中校 / 上校：恩斯特·朗格（Ernst Lange） – 1945年4月22日 - 1945年5月4日

## 資料來源
1. ↑  .   [2010-04-14]. （原始内容存档于2008-10-26）.
2. ↑  Deutschland-class.dk:Operational History （页面存档备份，存于）
3. ↑  （荷兰文） – TracesOfWar.nl – Deutschland （页面存档备份，存于）
4. ↑  Fjeld 1999: 36